# Ptinus plagiatus
Ptinus plagiatus là một loài bọ cánh cứng trong họ Ptinidae. Loài này được Broun miêu tả khoa học năm 1914.